# 片面辯護
片面辯護（special pleading）是一種非形式謬誤，主張某些情況是一般性原則的例外，卻提出無關的理由。
片面辯護是否合理，須視情況而定。舉例來說，我們允許警察超速，因為這是追捕罪犯或超速車輛所需；但我們不會允許警察酒醉駕駛，因為這並非職務所需。

## 示例
為了節省開支，員工出差只准買最便宜的機票，但我是老闆，所以我可以買最好的。

要有合理的理由說明為甚麼身為老闆就能買最好的機票，而其他員工必須樽節支出。

我國國情不同，因此西式民主暫時不適合我國。

要有合理的理由說明國情有何不同，並論證此等不同為何會導致「西式」民主不適用。

女生該注重外表，應該常保自己的外表乾乾淨淨的，應該留長頭髮但不該有體毛，而且皮膚要白、身材要瘦、身上不能有痘子或疤痕；不過男生不必注重外表。

要有合理的理由說明為什麼女生該注重外表而男生不必。

我們應該平等對待所有族群的人，但韓國人很賤，因此韓國人除外。

沒有理由可以讓任何族群不受到平等的對待，因此這是片面辯護的謬誤；另外說韓國人很賤這點也涉及種族歧視。

任何踐踏人權和政府濫權的新聞都該受到重視，但「XXX報紙」和「XXX電視台」例外，因為他們常常報導超自然、外星人、特異功能和史前文明之類的偽科學新聞。

除非有充分的證據顯示，某些新聞報導錯誤新聞的行為也會延伸到踐踏人權和政府濫權的新聞上，不然這是片面辯護。

任何人的言論、觀點和行為都可以受到批判，這是言論自由的一部分，但孔子和孟子是聖人，所以他們的論點不該被任意批判。

是聖人不代表每一句話都是對的、不可批判的，因此這是片面辯護。

## 相關概念
- 不相干的謬誤
- 乞題
- 雙重標準
- 你也一樣
- 特例假設
- 抵消假設
- 單方論證
- 搬龍門
- 沒有真正的蘇格蘭人
- 相對主義謬誤（Relativist fallacy）

## 外部連結
- （英文）Logical Fallacy: Special Pleading（页面存档备份，存于）
- （英文）Fallacy: Special Pleading（页面存档备份，存于）
- （英文）Peter Suber, "One-Sidedness Fallacy" （页面存档备份，存于）